# Esenbeckia painteri
Esenbeckia painteri är en tvåvingeart som beskrevs av Philip 1968. Esenbeckia painteri ingår i släktet Esenbeckia och familjen bromsar.
Artens utbredningsområde är Michoacán (Mexiko). Inga underarter finns listade i Catalogue of Life.